# Згорње Тинско
Згорње Тинско (словен. Zgornje Tinsko) је насељено место у општини Шмарје при Јелшах, Савињска регија, Словенија.

## Историја
До територијалне реорганизације у Словенији било је у саставу старе општине Шмарје при Јелшах.

## Становништво
У попису становништва из 2011. године, Згорње Тинско је имало 142 становника.
| Број становника према пописима | Број становника према пописима | Број становника према пописима |
| ------------------------------ | ------------------------------ | ------------------------------ |
| 1991                           | 2002                           | 2011                           |
| 163                            | 140                            | 142                            |

Напомена: Године 1952. смањен за део насеља који је проглашен за ново самостално насеље Сподње Тинско. Године 2015. извршена је мања размена територија између насеља Бабна Река и Згорње Тинско.